# ألان فوستر (لاعب كرة قاعدة)
ألان فوستر (بالإنجليزية: Alan Foster)‏ هو لاعب كرة قاعدة أمريكي، ولد في 8 ديسمبر 1946 في باسادينا في الولايات المتحدة.

## وصلات خارجية
- ألان فوستر على موقع دوري كرة القاعدة الرئيسي (الإنجليزية)
- ألان فوستر على موقعبيزبول رفرنس.كوم (الدوري الرئيسي) (الإنجليزية)
- ألان فوستر على موقعبيزبول رفرنس.كوم (الدوري الثانوي) (الإنجليزية)
- ألان فوستر على موقع مشجعي الرسوم البيانية (الإنجليزية)